# シャオ・ユーウェイ
シャオ・ユーウェイ（邵雨薇、ウェード式:Shao Yuwei、1989年9月21日 - ）は、台湾（中華民国）高雄市出身の女優。

## 来歴
2010年にゲーム「夢夢online」のイメージキャラクターとしてデビュー。以後、女優として数々の作品に出演し2016年には『1989一念間』で初のヒロインに抜擢。また、NHKとPTS(公共電視文化事業基金会)の共同制作ドラマ『路～台湾エクスプレス～』にホステス役で出演。

## 出演作品

### ドラマ
- スキップ・ビート!〜華麗的挑戰〜（2011年）- 最上キョーコの同級生 役
- 智勝鮮師（2012年）- 梁晶晶 役
- 美味的想念（2013年）- 游真真 役
- 萌學園5異界對決（2013年）- 瑪雅 役
- 恋する人魚〜30女子の磨きかた〜（2014年）- 巫以樂（ウー・イーラー）役
- 一見不鍾情（2014年）- 譚小敏 役
- 他看她的第2眼（2015年）- 胡詠晴 役
- 美麗的秘密（2015年）- 姜美妍 役
- 1989一念間（2016年）- 葉真真 役
- 華麗なるスパイス（2017年）- 衛芬青（ウェイ・フェンチン）役
- スウィートコンバット〜恋の接近戦〜（2018年）- 宋小米（ソン・シャオミー） 役
- 愛的3.14159（2018年）- 趙圓滿 役
- 鑑識英雄II 正義之戰（2019年）- 貝怡萱 役
- 路～台湾エクスプレス～（2020年）- ユキ 役
- 天巡者（2020年）- 孟婆、小冰、孟心語 役
- 未来モール（2020年）
- 悲しみより、もっと悲しい物語 The Series（2021年）

### 映画
- 若葉のころ（2015年）- 張懷雯 役
- 樓下的房客（2016年）- 張穎如 役
- 緝魔（2019年）- 韓雪甯 役
- 第九分局（2019年）- MIB探員 役
- 陪你很久很久（2019年）- 梁薄荷 役

### ミュージックビデオ
- 2014年　陳大天「釣蝦」
- 2015年　小伶「為什麼你不愛我」
- 2016年　陳零九「你他我」
- 2016年　張立昂、邵雨薇「兩個人 Cover」
- 2016年　陳零九、邵雨薇「小小願望」
- 2016年　任賢齊「朋友的酒」
- 2018年　張三李四「愛你我不魯」
- 2018年　邵雨薇「星月」
- 2018年　邵雨薇「怎樣去愛」
- 2018年　邵雨薇「離我遠一點」
- 2018年　邵雨薇「最接近永恆的事情」
- 2019年　邵雨薇「微雨」
- 2019年　邵雨薇「裝睡的人」
- 2019年　邵雨薇「黏度最佳新人」
- 2020年　陳立農「卸妝卸裝」

### CM/イメージキャラクター
- 2024年　Mode Marie[2]

## 音楽作品

### アルバム
- 『微雨』 2019年5月7日発売